# 戚麟祥
戚麟祥（？—？），字聖來，號瓶谷，浙江湖州府德清縣人，清朝官員。
戚麟祥為康熙四十八年（1709年）己丑科進士，選庶吉士。康熙五十一年（1712年）散館授編修。康熙五十六年（1717年）擔任江南鄉試副考官，官至侍講學士，通河洛之學，祈禱晴雨，頗靈驗。世宗嗣位，因事戍寧古塔，臨行前稱，“某年吾當歸。”其子戚弢言隨從北上，備受艱苦。
雍正八年（1730年）戚弢言回京應試，中進士，除福建連江知縣。乾隆元年（1736年）大赦天下，戚麟祥仍不得還。戚弢言刺指血为书求郝玉麟赦父，郝玉麟最初不肯，直至戚弢言大哭，引佩刀欲自裁，郝玉麟這才終於答應。消息傳至京城，高宗得知此事，深悯之，特赦戚麟祥。戚麟祥於隔年於連江去世。著有《瓶谷筆記》。